# Ulster Orchestra
Das Ulster Orchestra ist Nordirlands einziges Vollzeit-Symphonieorchester und eines der bedeutendsten Orchester im Vereinigten Königreich.

## Geschichte
Das Orchester wurde am 28. September 1966 ursprünglich als Rundfunkorchester mit 37 Musikern gegründet.
Der erste Chefdirigent war Maurice Miles, der erste Konzertmeister der ungarische Geiger und Dirigent János Fürst.
In seiner heutigen Form besteht das Orchester seit 1981, als das BBC Northern Ireland Orchestra aufgelöst und das Ulster Orchestra mit Musikern von dort auf 55 Mitglieder aufgestockt wurde. Aktuell besteht das Orchester aus 63 Musikern.
Überwiegend gibt das Orchester seine Konzerte in der Ulster Hall und der Waterfront Hall, teilweise auch in der Elmwood Hall, jeweils in Belfast.

## Chefdirigenten
- Maurice Miles (1966–1967)
- Sergiu Comissiona (1967–1969)
- Edgar Cosma (1969–1974)
- Alun Francis (1974–1976)[2]
- Bryden Thomson (1977–1985)[3]
- Vernon Handley (1985–1989)
- Yan Pascal Tortelier (1989–1992)
- En Shao (1992–1995)
- Dmitri Sitkowetski (1996–2001)
- Thierry Fischer (2001–2006)
- Kenneth Montgomery (2007–2010)
- JoAnn Falletta (2010–2014)
- Rafael Payare (2014–2019)[4]
- Daniele Rustioni (seit 2019)[5]